# Дарко Булатович
Дарко Булатович (чорн. Darko Bulatović, нар. 5 вересня 1989, Никшич) — чорногорський футболіст, захисник клубу «Арсенал» (Тиват) та національної збірної Чорногорії.
Виступав також за клуб «Сутьєска».
Володар Кубка Албанії. Володар Кубка Ісландії.

## Клубна кар'єра
Народився 5 вересня 1989 року в місті Никшич. Вихованець юнацьких команд футбольних клубів «Сутьєска» та ОФК (Белград).
У дорослому футболі дебютував 2006 року виступами за команду «Сутьєска», в якій провів п'ять сезонів, взявши участь у 72 матчах чемпіонату. 
Згодом з 2011 по 2024 рік грав у складі команд «Мєдзь» (Легниця), «Чарні Жагань», «Челік» (Никшич), «Раднички» (Ниш), «Чукарички», «Акурейрі», «Вождовац», «Сутьєска», «Влазнія», «Кизилжар», «Сутьєска» та «Акурейрі».
До складу клубу «Арсенал» (Тиват) приєднався 2025 року. Станом на 21 березня 2025 року відіграв за тиватську команду 6 матчів у національному чемпіонаті.

## Виступи за збірну
У 2019 році дебютував в офіційних матчах у складі національної збірної Чорногорії.
| Дата       | Місто     | Господарі  | Результат | Гості      | Турнір            | Голи | Примітки |
| ---------- | --------- | ---------- | --------- | ---------- | ----------------- | ---- | -------- |
| 14-10-2019 | Приштина  | Косово     | 2 – 0     | Чорногорія | Відбір до ЧЄ 2020 | -    |          |
| 19-11-2019 | Подгориця | Чорногорія | 2 – 0     | Білорусь   | товариський матч  | -    | 77'      |
| 7-10-2020  | Подгориця | Чорногорія | 1 – 1     | Латвія     | товариський матч  | -    |          |
| Усього     |           | Матчів     | 3         |            | Голів             | 0    |          |

## Титули і досягнення
- Чемпіон Чорногорії (1):

«Сутьєска»: 2018-2019
- Володар Кубка Албанії (1):

«Влазнія»: 2021-2022
- Володар Кубка Ісландії (1):

«Акурейрі»: 2024